# 時課
時課（じか、ギリシア語: ὧραι, ラテン語: Divinum Officium, ロシア語: часы , 英語: hours）とは、キリスト教（正教会・カトリック教会）における特定の奉神礼・典礼を指す用語。
- 狭義 - 「時課」の名を持つ奉事である一時課・三時課・六時課・九時課（1時課・3時課・6時課・9時課）

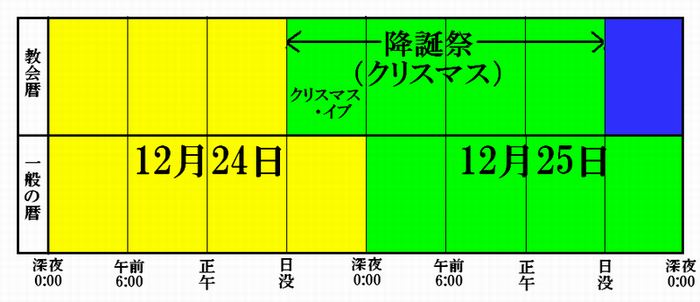
教会暦の一日が日没から始まり日没に終わることの一例。教会暦においてクリスマスは12月24日の日没に始まり25日の日没にて終わる。ユリウス暦を使用する正教会（エルサレム総主教庁、ロシア正教会など）では、1月6日の日没から1月7日の日没までがクリスマス。

- 広義- 時を定めて行われる日々の祈りの全て

本記事では広義の時課全体について詳述する。

## 正教会

### 概要

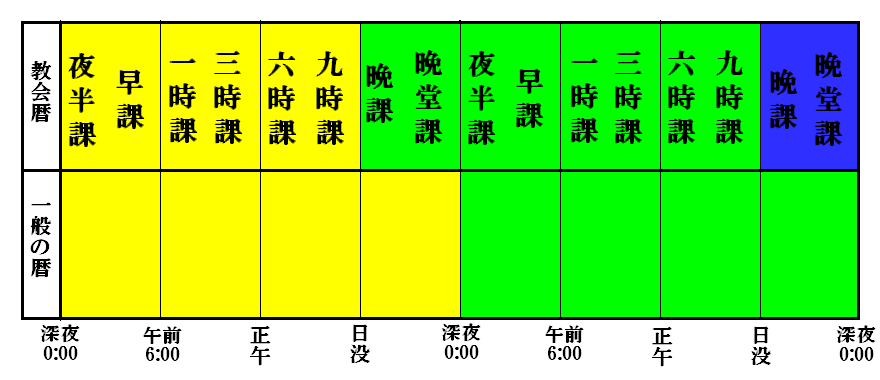
正教会における、晩課・早課も含めた、広義の時課が行われる大まかな時刻の図解。教会暦においては一日は日没に始まり日没に終わる。但し、このような時刻で全ての時課が行われる事は、大規模な修道院を除き極めて稀である。

正教会において時課とは、時を定めて行われる奉神礼である昼夜奉事（ちゅうやほうじ）のすべてを指す。狭義には昼夜奉事のうち、時課との名を持つ奉事（一時課・三時課・六時課・九時課）のみを指す。それぞれ時を定めて行われ、それぞれ意義が与えられている。聖詠・讃詞・カノン・連祷などから構成されている。

### 時間
旧約時代の伝統を維持しているユダヤ教と同じく、正教会の一日は日没から始まる（殆どの他教派でも同様）。創世記第1章に「夕あり、朝あり、是れ一日なり」とあることによる。例えば一般でいう土曜日の日没時は日曜日の始まりと位置付けられ、一般でいう日曜日の日没時は月曜日の始まりと位置付けられる。12月25日（ユリウス暦使用教会では1月7日に相当）のクリスマスが、前日の12月24日（ユリウス暦使用教会では1月6日に相当）の晩であるクリスマス・イヴに始まるのも、こうした日没から一日が始まる教会暦の方式に由来する。
聖体礼儀はこうした昼夜奉事とは別枠のものとして扱われる。これは、聖体礼儀ではイイスス・ハリストス（イエス・キリスト）の復活が中心に記憶されるが、復活の時刻は神秘に属していて画定されていないことによる。福音書にはハリストスが復活した瞬間についての記述は存在せず、聖伝でもそれは明らかにされていない。

### 昼夜奉事の一覧・意義
| 正教会における昼夜奉事一覧 |            | |
| 名                         | 時刻の目安 | 記憶するテーマ                                                                                      |
| 晩課(ばんか)               | 午後6:00   | 天地創造・陥罪・ハリストス（キリスト）の受難に際し血と水が流れたこと ・アリマフェヤのイオシフの記憶 |
| 晩堂課(ばんどうか)         | 午後9:00   | 睡眠前の痛悔・ハリストスの葬り                                                                      |
| 夜半課(やはんか)           | 午前0:00   | 最後の審判・ゲフシマニヤの祈り・ハリストスの逮捕(受難の始まり)                                      |
| 早課(そうか)               | 午前3:00   | 起床への感謝・神への讃美・ユダヤ人によるハリストスに対する裁判                                      |
| 一時課(いちじか)           | 午前6:00   | 異邦人（ピラト）によるハリストスに対する裁判                                                        |
| 三時課(さんじか)           | 午前9:00   | 聖霊降臨（せいれいこうりん）、ピラトの手洗い、ハリストスの茨の冠と鮮やかな衣                        |
| 六時課(ろくじか)           | 正午       | ハリストスの十字架刑、十字架上のハリストス                                                          |
| 九時課(くじか)             | 午後3:00   | ハリストスの死                                                                                      |

### 奉事の実施
時課全てを行う事は、一定以上の規模の修道院以外ではまず行われない。また修道院でも、8つそれぞれを目安の時刻通りに区切って行うのではなく、幾つかの課をまとめて行う事が普通である。
主日（日曜日）および大祭（十二大祭など）にあたっては、晩課・早課・一時課をまとめてこれを盛儀とした徹夜祷と呼ばれる祈りが行われる。街の教会では大祭などの限定された祭日にのみ公祈祷が行われる事が多く、結果的に、徹夜祷と、三時課・六時課を伴う聖体礼儀が行われる頻度の方が高いことが多い。

## カトリック教会
カトリック教会には以下の時課がある。
- 朝課
- 賛課
- 1時課（現在は廃止。）
- 3時課
- 6時課
- 9時課
- 晩課
- 終課